# Hilarimorpha ussuriensis
Hilarimorpha ussuriensis är en tvåvingeart som beskrevs av Vladimir N. Makarkin 1992. Hilarimorpha ussuriensis ingår i släktet Hilarimorpha och familjen Hilarimorphidae. Inga underarter finns listade i Catalogue of Life.